# 鈴木重次 (鎌倉時代)
鈴木 重次（すずき しげつぐ）は、鎌倉時代初期の武将。藤白鈴木氏の当主で、源義経主従・鈴木重家の次男。子に重好。
父の重家は源義経に従い衣川館で戦死したが、子の重次は紀伊国にあったとされ、後の承久の乱に朝廷方として参加した。